# Allbolagen
Allbolagen, formellt benämnd Lag (2010:879) om allmännyttiga kommunala bostadsaktiebolag, är en svensk lag som trädde i kraft den 1 januari 2011. Lagen reglerar verksamheten för kommunala bostadsaktiebolag med syftet säkerställa att dessa bolag verkar enligt affärsmässiga principer.